# Walt Faulkner
Walt Faulkner (n. 16 februarie 1918, Tell⁠(d), Comitatul Childress, Texas, SUA – d. 22 aprilie 1956, Vallejo, California, SUA) a fost un pilot de Formula 1. De-a lungul carierei a luat startul în 5 curse dintre care 1 din pole-position. Nu a câștigat nicio cursă și nu a terminat niciodată pe podium, acumulând 1 puncte în întreaga activitate ca pilot de Formula 1.